# 马村区
马村区是中华人民共和国河南省焦作市的一个市辖区。面积118平方公里，总人口約12万人。区人民政府駐解放東路3009號。

## 行政区划
马村区下辖7个街道办事处：
马村街道、北山街道、冯营街道、九里山街道、待王街道、安阳城街道和演马街道。

## 人口民族
根據第七次人口普查數據，截至2020年11月1日零時，馬村區常住人口為120560人。